# ديفيد هربرت
ديفيد هربرت (بالإنجليزية: David Herbert)‏ هو فنان أمريكي، ولد في 16 يوليو 1977.